# Nicolò Corso

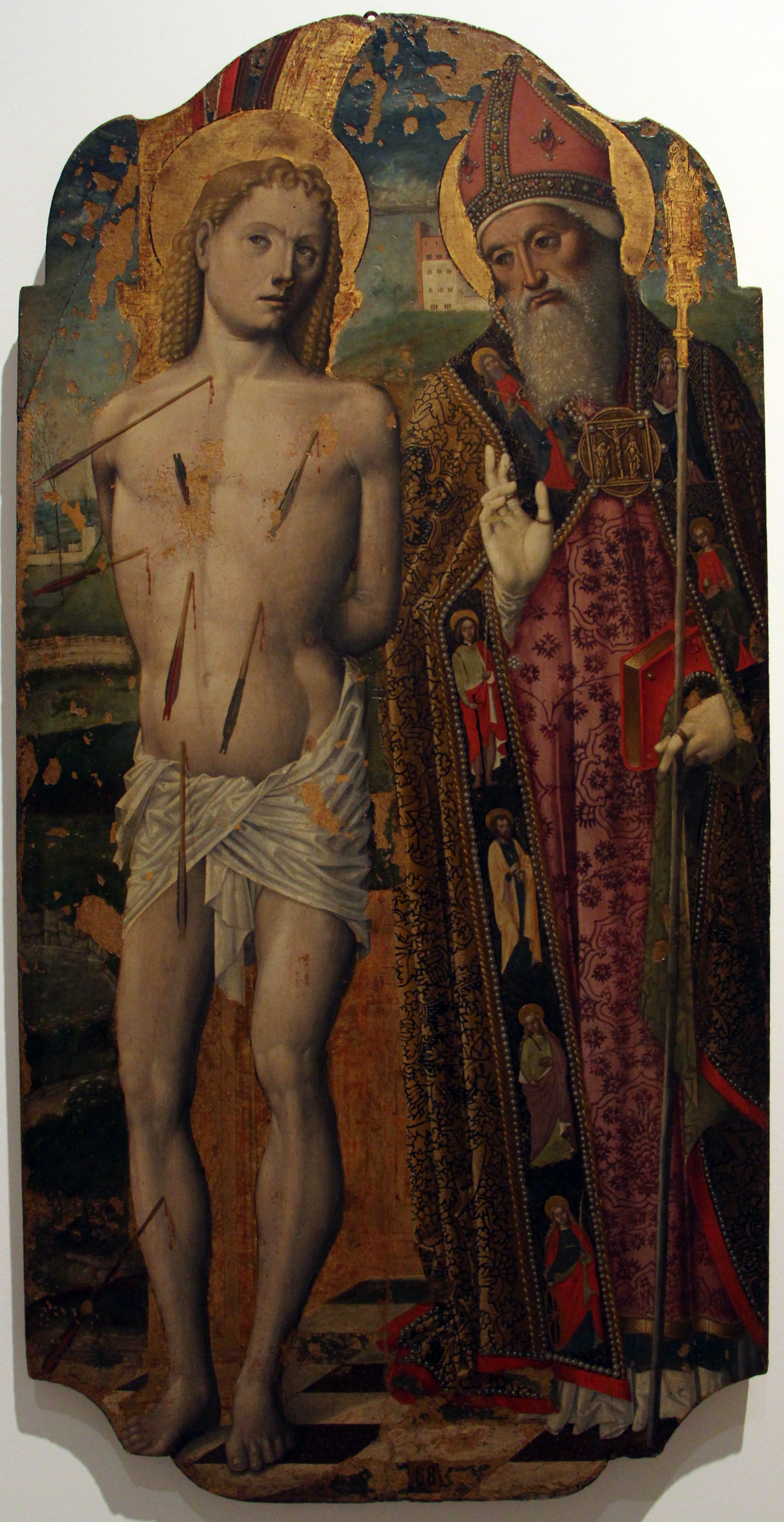
I santi Sebastiano e Agostino, opera realizzata intorno al 1490, conservata presso l'Accademia Ligustica di Genova.

Nicolò Corso, pseudonimo di Nicolò di Lombarduccio (1446 – Quarto, 1513), è stato un pittore italiano.

## Biografia
Figlio del corso Lombarduccio nativo di Pieve di Vico, Nicolò nacque probabilmente in Corsica nel 1446 dato che nel 1486, chiamato a testimoniare in un processo, affermò di avere quarant'anni. La sua carriera artistica è attestata a partire dal 1469 e fu attivo in tutta la Liguria, in Versilia ed Alessandria. Nella città piemontese collaborò negli anni '80 del XV secolo con il pittore Giovanni Mazone. 
Ebbe una proficua relazione con gli olivetani, che lo ingaggiò per decorare numerose abbazie e chiese della congregazione.
Morì nel 1513 e legò alcune proprietà all'abbazia di San Gerolamo di Quarto, chiesa olivetana per la quale aveva lavorato negli anni precedenti.